# 甲硅烷基甲锗烷
甲硅烷基甲锗烷是一种无机化合物，化学式为H3SiGeH3。它可由硅三氢化钾和氯锗烷反应制得；也可以通过等摩尔的甲硅烷和甲锗烷气体的混合物无声放电来得到。它在450~460 °C的热分解可以得到SiGe。